# Filip Kovacek
Filip Kovacek född 6 januari 1995 i Södertälje, är en svensk basketspelare av kroatisk härkomst. Han spelar för Köping Stars. Hans moderklubb är Södertälje BBK, där han också är basketfostrad i klubbens stadsdelsverksamhetslag Rams på Soldalaskolan i Södertälje.
Kovacek är 185 cm lång, var delaktig i den svenska 14. plats under U16-EM (division B) i Strumica i Makedonien 2011.
Inför säsongen 2011/12 lyftes den då 16-åriga Kovacek upp i Kings-truppen och hade en dubbellicens, som innebar att kan kunde representera Knights i BasketEttan också. Han debuterade för Kings i en träningsmatch mot danska Sisu den 3 september 2011.
Kovacek gick på basketgymnasiumet Igelstaviken i Södertälje.